# هوهنلوهه (ناحیه)
هوهنلوهه (به آلمانی: Hohenlohekreis) یک ناحیه در آلمان است که در اشتوتگارت واقع شده‌است. هوهنلوهه ۱۰۷٬۸۶۶ نفر جمعیت دارد.